# Eudicrana vittata
Eudicrana vittata är en tvåvingeart som beskrevs av Edwards 1931. Eudicrana vittata ingår i släktet Eudicrana och familjen svampmyggor. Inga underarter finns listade i Catalogue of Life.